# Высшая лига КВН 1998
Сезон Высшей лиги КВН 1998 года — 12-й сезон с возрождения телевизионного КВН в 1986 году. Этот сезон было решено назвать «Сезоном проблем», каждая игра была посвящена отдельной проблеме, от детского вопроса «кем стать?» и до проблем сельского хозяйства.
Сезон вошёл в историю КВН как «самый большой сезон». В 1998 году в Высшей лиге впервые сыграло 15 команд, количество, которое до 2011 года считалось нормой для этой лиги. Для увеличенного количества участников была придумана новая схема: сезон начинался с трёх четвертьфинальных игр, победитель каждой игры попадал в полуфинал, а команда, занявшая второе место — в утешительную игру, победитель которой тоже проходил в полуфинал. Далее как обычно — два полуфинала и финал. Схема оказалась слишком жёсткой, и больше к ней решили не возвращаться.
После удачно проведённого сезона 1997 главными фаворитами сезона были полуфиналисты «Служебный вход» и НГУ, однако ни тем, ни другим не удалось попасть в полуфинал второй раз, а куряне не смогли даже пройти в утешительную игру. Вместо этих команд звёздами сезона стали новички «Дети лейтенанта Шмидта» и «Четыре татарина», дошедшие до финала. Таким образом, этот финал стал первым, и единственным на данный момент, в котором играли только дебютанты сезона (за исключением двух первых сезонов, в которых все команды были дебютантами). Компанию новичкам в полуфиналах составили две команды, ни разу до этого не доходившие до этого этапа: «Харьковские менты» в предыдущем сезоне были четвертьфиналистами, а «Уральские пельмени» впервые попали в полуфинал после трёх неудачных попыток (две из которых закончились уже на стадии 1/8-й финала).
Сезон 1998 стал первым, в котором участвовали женские команды. Условно, женской командой можно назвать и «Девушек из джаза», игравших в 1993 году, но это была всё та же команда НГУ, и к девушкам вскоре вновь присоединилась мужская часть команды. Поэтому, именно команды из Житомира и Харькова, появившиеся в Высшей лиге в 1998 году, являются первыми женскими командами, выступившими на высшем уровне. Первыми на сцену вышли «Девчонки из Житомира», но пройти дальше им не удалось, а в третьей игре сезона харьковчанки стали первой женской командой, прошедшей в следующий этап соревнований.
Также сезон 1998 года был первым, в котором все эфиры открывала нынешняя заставка передачи (точнее, первый её вариант).

## Состав
В сезон Высшей лиги 1998 года были приглашены пятнадцать команд:
1. 95-й квартал (Кривой Рог)
2. Девчонки из Житомира (Житомир)
3. ХГУ (Харьков) — чемпионы Харьковской лиги КВН
4. Дети лейтенанта Шмидта (Томск) — чемпионы лиги «Сибирь»
5. Четыре татарина (Казань) — полуфиналисты Первой лиги
6. Партия любителей (Волгоград) — полуфиналисты Первой лиги
7. Чернокнижник (Рязань) — чемпионы Первой лиги
8. Владикавказские спасатели (Владикавказ) — второй сезон в Высшей лиге
9. ЭксПО (Ставрополь) — второй сезон в Высшей лиге, полуфиналисты Первой лиги
10. Сибирские монахи (Красноярск) — второй сезон в Высшей лиге
11. Ковбои политеха (Киев) — второй сезон в Высшей Лиге
12. Харьковские менты (Харьков) — второй сезон в Высшей лиге
13. Уральские пельмени (Екатеринбург) — четвёртый сезон в Высшей лиге
14. Служебный вход (Курск) — второй сезон в Высшей лиге
15. НГУ (Новосибирск) — второй сезон в Высшей лиге

Чемпионом сезона стала команда «Дети лейтенанта Шмидта».

## Игры

### Четвертьфиналы
Первый четвертьфинал
Дата игры: март
- Тема игры: Кем быть?
- Команды: Партия любителей (Волгоград), Дети лейтенанта Шмидта (Томск), Девчонки из Житомира (Житомир), Ковбои политеха (Киев), Уральские пельмени (Екатеринбург)
- Жюри: Сергей Шолохов, Валдис Пельш, Константин Эрнст, Иван Демидов, Борис Краснов, Юлий Гусман
- Конкурсы: Приветствие («Куда уходит детство?»), Разминка («На ошибках учатся»), БРИЗ («Последний писк»), Музыкальный конкурс («Нам песня строить и жить помогает»)

| Команда              | Приветствие | Разминка | общий | БРИЗ | общий | Муз. конкурс | Итого |
| -------------------- | ----------- | -------- | ----- | ---- | ----- | ------------ | ----- |
| Ковбои политеха      | 3,8         | 4,5      | 8,3   | 3,1  | 11,4  | 3,8          | 15,2  |
| Партия любителей     | 3,8         | 4,5      | 8,3   | 2    | 10,3  | 3,1          | 13,4  |
| Девчонки из Житомира | 4,6         | 3,6      | 8,2   | 3,1  | 11,3  | 4            | 15,3  |
| Уральские пельмени   | 4,1         | 4        | 8,1   | 4    | 12,1  | 4,5          | 16,6  |
| ДЛШ                  | 5           | 3,8      | 8,8   | 2,6  | 11,4  | 5            | 16,4  |

Результат игры:
1. Уральские пельмени
2. Дети лейтенанта Шмидта
3. Девчонки из Житомира
4. Ковбои политеха
5. Партия любителей

- На этой игре «Уральские пельмени» показали БРИЗ про костюм инженера (пародия на Семёна Альтова) и музыкальный конкурс о том, как Николай Добронравов и Александра Пахмутова сочиняли песню «До свидания, Москва».
- «Дети лейтенанта Шмидта» показали на этой игре музыкальный конкурс «Моцарт и Сальери».
- Команда «Девчонки из Житомира» стала первой женской командой Высшей лиги КВН, кроме неё в сезоне 1998 играла ещё одна женская команда — ХГУ, она вышла на сцену МДМ в третьем четвертьфинале.

Второй четвертьфинал
Дата игры: апрель
- Тема игры: Время — деньги
- Команды: Чернокнижник (Рязань), Владикавказские спасатели (Владикавказ), ЭксПО (Ставрополь), Харьковские менты (Харьков), НГУ (Новосибирск)
- Жюри: Сергей Шолохов, Андрей Макаревич, Александр Гафин, Константин Эрнст, Леонид Парфёнов, Иван Демидов, Юлий Гусман
- Конкурсы: Приветствие («Стартовый капитал»), Разминка («Коммерческое предложение»), БРИЗ («Танцуют все»), Музыкальный конкурс («Ва-банк»)

| Команда           | Приветствие | Разминка | общий | БРИЗ | общий | Муз. конкурс | Итого |
| ----------------- | ----------- | -------- | ----- | ---- | ----- | ------------ | ----- |
| НГУ               | 4,7         | 4,1      | 8,8   | 3,5  | 12,3  | 4,8          | 17,1  |
| Харьковские менты | 4,8         | 5,5      | 10,3  | 3,8  | 14,1  | 4,8          | 18,9  |
| ЭксПО             | 4           | 3,5      | 7,5   | 3,5  | 11    | 3,8          | 14,8  |
| Влад. спасатели   | 4,2         | 4,4      | 8,6   | 3,4  | 12    | 4,1          | 16,1  |
| Чернокнижник      | 3,5         | 3,4      | 6,9   | 2,4  | 9,3   | 4,1          | 13,4  |

Результат игры:
1. Харьковские менты
2. НГУ
3. Владикавказские спасатели
4. ЭксПО
5. Чернокнижник

- На этой игре «Харьковские менты» показали музыкальный конкурс «В гостях без каски».
- В музыкальном конкурсе НГУ показали номер «Счастье есть, его не может не быть».

Третий четвертьфинал
Дата игры: 14 апреля
- Тема игры: Наш дом — наша крепость
- Команды: Четыре татарина (Казань), ХГУ (Харьков), 95-й квартал (Кривой Рог), Служебный вход (Курск), Сибирские монахи (Красноярск)
- Жюри: Сергей Шолохов, Валдис Пельш, Константин Эрнст, Леонид Парфёнов, Иван Демидов, Юлий Гусман
- Конкурсы: Приветствие («Давайте дружить домами»), Разминка («Домашние хлопоты»), БРИЗ («Закуска»), Музыкальный конкурс («Под крышей дома моего»)

| Команда          | Приветствие | Разминка | общий | БРИЗ | общий | Муз. конкурс | Итого |
| ---------------- | ----------- | -------- | ----- | ---- | ----- | ------------ | ----- |
| Служебный вход   | 3,8         | 5,1      | 8,9   | 4    | 12,9  | 4,3          | 17,2  |
| Сибирские монахи | 4           | 5        | 9     | 3    | 12    | 4            | 16    |
| ХГУ              | 5           | 4,3      | 9,3   | 3,6  | 12,9  | 4,8          | 17,7  |
| 95-й квартал     | 4,1         | 4        | 8,1   | 3,1  | 11,2  | 3,8          | 15    |
| Четыре татарина  | 4,8         | 5,5      | 10,3  | 2,5  | 12,8  | 5            | 17,8  |

Результат игры:
1. Четыре татарина
2. ХГУ
3. Служебный вход
4. Сибирские монахи
5. 95-й квартал

- В музыкальном конкурсе этой игры «Четыре татарина» показали номер про Майкла Джексона с песней про ноги.
- Команда ХГУ стала первой (и до 2010 года единственной) женской командой, которой удалось пройти во второй тур сезона Высшей лиги.

После трех четвертьфинальных игр было решено добрать в утешительную игру ещё одну команду — Владикавказские спасатели (вторая игра).

### Утешительная игра
Дата игры: 28 июня
- Тема игры: Сделал дело — гуляй смело!
- Команды: Дети лейтенанта Шмидта (Томск), НГУ (Новосибирск), ХГУ (Харьков), Владикавказские спасатели (Владикавказ)
- Жюри: Леонид Якубович, Иван Демидов, Константин Эрнст, Аркадий Инин, Юлий Гусман
- Конкурсы: Приветствие («Горящая путёвка»), Разминка («Досужие вымыслы»), БРИЗ («Внимание, на старт!»), Музыкальный конкурс («На дальней станции сойду»)

| Команда         | Приветствие | Разминка | общий | БРИЗ | общий | Муз. конкурс | Итого |
| --------------- | ----------- | -------- | ----- | ---- | ----- | ------------ | ----- |
| НГУ             | 4           | 5,8      | 9,8   | 4    | 13,8  | 4            | 17,8  |
| ХГУ             | 4           | 3,6      | 7,6   | 2,8  | 10,4  | 3,8          | 14,2  |
| Влад. спасатели | 4           | 4,6      | 8,6   | 2,8  | 11,4  | 3,8          | 15,2  |
| ДЛШ             | 5           | 4        | 9     | 4    | 13    | 5            | 18    |

Результат игры:
1. Дети лейтенанта Шмидта
2. НГУ
3. Владикавказские спасатели
4. ХГУ

- На этой игре команда НГУ показала БРИЗ про «утешительный футбол».
- На этой игре «Дети лейтенанта Шмидта» показали музыкальный конкурс «Таланты села Ливерпуль».
- Эта игра была последней для молодого состава НГУ. Итого, они сыграли в Высшей лиге пять игр и на всех заняли второе место.
- В конце игры состоялась жеребьёвка с участием представителей команд, прошедших в полуфинал. «Уральским пельменям» предстояло вновь сыграть с томичами, а харьковским милиционерам досталась команда из Казани.

### Полуфиналы
Первый полуфинал
Дата игры: 10 октября
- Тема игры: Классика
- Команды: Уральские пельмени (Екатеринбург), Дети Лейтенанта Шмидта (Томск)
- Жюри: Андрей Макаров, Геннадий Хазанов, Валдис Пельш, Константин Эрнст, Юлий Гусман
- Конкурсы: Приветствие («Увертюра»), Разминка («Всё гениальное — просто!»), Музыкальный конкурс («Средь шумного бала»), Капитанский конкурс («Платон мне друг, но истина дороже»), Домашнее задание («Таланты и поклонники»)

| Команда            | Приветствие | Разминка | общий | Муз. конкурс | общий | Капитанский | общий | ДЗ  | Итого |
| ------------------ | ----------- | -------- | ----- | ------------ | ----- | ----------- | ----- | --- | ----- |
| Уральские пельмени | 5           | 2,4      | 7,4   | 3,6          | 11    | 3           | 14    | 6   | 20    |
| ДЛШ                | 5           | 3,6      | 8,6   | 4,6          | 13,2  | 3,4         | 16,6  | 6,4 | 23    |

Результат игры:
1. Дети лейтенанта Шмидта
2. Уральские пельмени

- В приветствии «Дети лейтенанта Шмидта» показали номер о том, «как Гришу возили в Кремль, Ельцина смешить». Помимо этого номера, в этой игре обе команды шутили про наступивший в России кризис.
- Капитанский конкурс на этой игре играли Андрей Рожков (УПИ) и Григорий Малыгин («ДЛШ»). Автор монолога Малыгина — Евгений Шестаков[2].
- В музыкальном конкурсе «Уральских пельменей» приняла участие екатеринбургская рок-группа «ЧайФ».

Второй полуфинал
Дата игры: 17 октября
- Тема игры: Цыплят по осени считают
- Команды: Харьковские менты (Харьков), Четыре татарина (Казань)
- Жюри: Сергей Шолохов, Леонид Парфёнов, Константин Эрнст, Иван Демидов, Владимир Довгань, Юлий Гусман
- Конкурсы: Приветствие («Ни свет, ни заря»), Разминка («Вести с полей»), Музыкальный конкурс («Играй, гармонь!»), Капитанский конкурс («Первый парень на деревне»), Домашнее задание («Битва за урожай»)

| Команда           | Приветствие | Разминка | общий | Муз. конкурс | общий | Капитанский | общий | ДЗ  | Итого |
| ----------------- | ----------- | -------- | ----- | ------------ | ----- | ----------- | ----- | --- | ----- |
| Четыре татарина   | 4,8         | 4,6      | 9,4   | 5            | 14,4  | 4           | 18,4  | 6,8 | 25,2  |
| Харьковские менты | 4,1         | 4,3      | 8,4   | 4            | 12,4  | 3,5         | 15,9  | 6   | 21,9  |

Результат игры:
1. Четыре татарина
2. Харьковские менты

- На этой игре «Четыре татарина» показали музыкальный конкурс «Подземный переход» и домашнее задание «Гуманитарный урожай».
- Капитанский конкурс играли Александр Пугачёв (ХУВД) и Ильдар Фатхутдинов («Четыре татарина»).

### Финал
Дата игры: 25 декабря
- Тема игры: Пусть не решить нам всех проблем
- Команды: Четыре татарина (Казань), Дети лейтенанта Шмидта (Томск)
- Жюри: Владимир Довгань, Валдис Пельш, Андрей Макаревич, Константин Эрнст, Леонид Парфёнов, Иван Демидов, Юлий Гусман
- Конкурсы: Приветствие («Нет проблем!»), Разминка («Самое сложное»), Музыкальный конкурс («А где мне взять такую песню?»), Капитанский конкурс («КВН уполномочен заявить»), Домашнее задание («Ещё не вечер»)

| Команда         | Приветствие | Разминка | общий | Муз. конкурс | общий | Капитанский | общий | ДЗ  | Итого |
| --------------- | ----------- | -------- | ----- | ------------ | ----- | ----------- | ----- | --- | ----- |
| Четыре татарина | 4,8         | 4,4      | 9,2   | 4            | 13,2  | 4           | 17,2  | 5,7 | 22,9  |
| ДЛШ             | 4           | 5        | 9     | 4,8          | 13,8  | 3,7         | 17,5  | 6,5 | 24    |

Результат игры:
1. Дети лейтенанта Шмидта
2. Четыре татарина

«Дети лейтенанта Шмидта» стали чемпионами Высшей лиги сезона 1998.
- Капитанский конкурс играли Григорий Малыгин («ДЛШ») и Ильдар Фатхутдинов («Четыре татарина»).
- Это единственный на данный момент финал, в котором участвовали только дебютанты сезона (за исключением финалов сезонов 1986/1987 и 1987/1988, составленных исключительно из дебютантов).
- Это был первый финал, в котором встретились только российские команды.
- На этой игре «Дети лейтенанта Шмидта» показали музыкальный конкурс про старый замок, в котором прозвучала песня «Как отвратительно в России по утрам» (на мотив «Как упоительны в России вечера» группы «Белый орёл»).
- В домашнем задании томичей на этой игре была пародия на программу «Счастливый случай».

## Члены жюри
В сезоне 1998 игры Высшей лиги КВН судили 14 человек.
7 игр
- Юлий Гусман
- Константин Эрнст

6 игр
- Иван Демидов

4 игры
- Леонид Парфёнов
- Валдис Пельш
- Сергей Шолохов

2 игры
- Владимир Довгань
- Андрей Макаревич

1 игра
- Александр Гафин
- Аркадий Инин
- Борис Краснов
- Андрей Макаров
- Геннадий Хазанов
- Леонид Якубович

## Видео
- Первый четвертьфинал
- Второй четвертьфинал
- Третий четвертьфинал
- Утешительная игра
- Первый полуфинал
- Второй полуфинал
- Финал